# Réaction de Ugi
En chimie organique, la réaction de Ugi est une réaction à plusieurs composants impliquant une cétone ou un aldéhyde, une amine, un isonitrile et un acide carboxylique pour former un bis-amide,,,.
La réaction est nommée en l'honneur d'Ivar Karl Ugi, qui est le premier à l'avoir recensée en 1959.

## Caractéristiques physiques
La réaction est exothermique et se produit généralement en quelques minutes après l'ajout de l'isonitrile. De fortes concentrations (0,5M - 2,0M) de réactifs donnent les meilleurs rendements. Des solvants polaires et aprotiques tels le DMF fonctionnent bien, ainsi que d'autres types tels le méthanol et l'éthanol. Cette réaction non-catalysée possède un haut rendement atomique (en), alors qu'une seule molécule d'eau est perdue, ainsi qu'un haut rendement chimique,,,,,,.
Les produits de la réaction étant possiblement des analogues de protéines (en), celle-ci est l'objet de plusieurs tentatives de énantioselectivité afin d'obtenir le produit désiré en plus grande proportion que son image miroir. Ceci a d'ailleurs été réussi en 2018,.

## Réaction
L'un des possibles mécanismes réactionnels est illustré ci-dessous :
L'amine 1 et la cétone 2 forment l'imine (en) 3 avec pour perte l'équivalent d'une molécule d'eau. L'échange de proton avec l'acide carboxylique 4 active l'ion iminium 5 pour l' addition nucléophile de l'isonitrile 6 avec l'ion nitrilium 7. Une deuxième addition nucléophile prend alors place avec l'anion d'acide carboxylique 8. L'étape finale est un réarrangement de Mumm avec le transfert du groupement acyle R4 de l'oxygène avec l'azote. Toutes les étapes sont réversibles, à l'exception du réarangement de Mumm.
Un parallèle peut être fait avec la réaction de Passerini (sans l'amine), où l'isonitrile réagit directement avec le groupe carbonyle. D'ailleurs, cette réaction peut faire concurrence à la réaction de Ugi et devenir une cause d'impuretés.

## Variations
L’usage de composés dans une réaction bi-fonctionnelle (ou 2 fonctions ?) augmente la diversité des produits obtenus. De cette façon plusieurs combinaisons emmènent à des produits avec des structures chimiques intéressantes. La réaction de Ugi a été utilisée en combinaison avec une réaction intramoléculaire Diels-Alder  dans une synthèse ? procédé ? à plusieurs étapes allongé. L’une des réactions qui en découle (ou des réactions propres ?) est celle de Ugi-Smiles avec la composante acide carboxylique qui est remplacée par un phénol. Dans cette réaction, le réarrangement de Mumm est remplacé par celui de Smiles. Une autre combinaison avec un différent traitement ? est celle avec la réaction de Buchwald-Hartwig. Dans celle de Ugi-Heck un couplage ? Heck aryl survient en deuxième étape.

## Applications
La réaction de Ugi est l'une des premières réactions chimiques à être utilisée explicitement pour le développement de chimiothèques. Celles-ci sont des configurations de composés qui peuvent être testés à répétition. Utilisant des principes de chimie combinatoire, la réaction de Ugi permet de synthétiser un grand nombre de composés en une seule réaction, par la combinaison d'une variété de cétones (ou aldéhydes), amines, isocyanides et acides carboxyliques. Ces chimiothèques peuvent être utilisées avec des enzymes ou des organismes vivants pour synthétiser de nouvelles substances pharmaceutiques.
La réaction de Ugi peut ainsi donner, en combinaison avec la réaction de Heck, de l'isoquinoline. Elle peut également produire de l'indinavir de marque Crixivan. Elle peut également mener à la fabrication d'anesthésiques tels que la lidocaine et de la bupivacaine.
En octobre 2020, plusieurs séries de réactions de Ugi sont analysées par des chercheurs dans le cadre de la recherche de traitements contre la COVID-19.